# Vamos (plaats)
Vamos (Grieks: Βάμος) is een kleine, historische stad op West Kreta, Griekenland, die sinds 2011 deel uitmaakt van de fusiegemeente Apokoronas. Vamos ligt 26 km ten zuidoosten van Chania.

## Algemeen
Tot de voormalige gemeente Vamos behoren naast Vamos zelf ook de dorpskernen Douliana, Gavalohori, Agios Pavlos, Koprana, Agios Vasilios, Plaka, Almirida, Kambia, Kokkino Chorio, Kena, Kefalas, Paleloni, Drapanos, Xerosterni, Litsarda, Sellia, Souri, Likotinara en Kalamitsi Alexandrou.
In Vamos bevindt zich een klein medisch centrum (κέντρο υγεία, kendro ygia) waar medische zorg geboden wordt voor Vamos en de omliggende dorpskernen. Ook bevindt zich in Vamos een lagere en een middelbare school. Het dorpsplein van Vamos wordt omringd door verschillende taverna's.
In april van elk jaar wordt in Vamos op het dorpsplein de 'nacht van de slakken' gehouden (chochlidovradia). Er worden dan grote hoeveelheden slakken bereid en gegeten.

## Geschiedenis
Vamos is in 12e eeuw ontstaan en was van 1867 tot 1913 de hoofdstad van de toenmalige provincie Sfakia (Νόμος Σιούφα). In 1896 was Vamos het toneel van een opstand tegen de toenmalige Turkse overheersing op Kreta. Vanaf 1995 is een deel van de historische gebouwen in Vamos gerestaureerd met hulp van de EU waarbij enkel gebouwen tot pensions zijn omgebouwd.

## Karidiklooster
Ten zuiden van Vamos liggen de restanten van het Karidiklooster met de Sint-Joriskerk (Αγιος Γεώργιος, Agios Georgios).

## Afbeeldingen

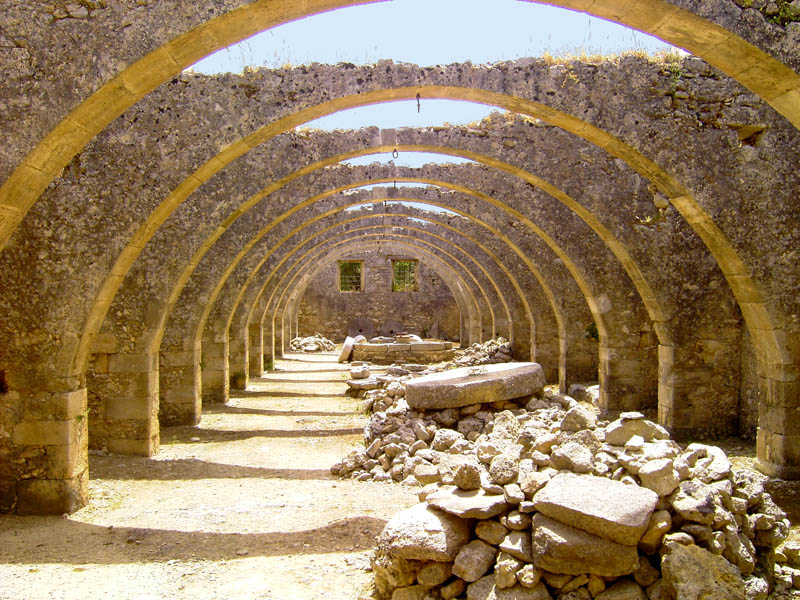
Restanten van de oliemolen van het Karidiklooster
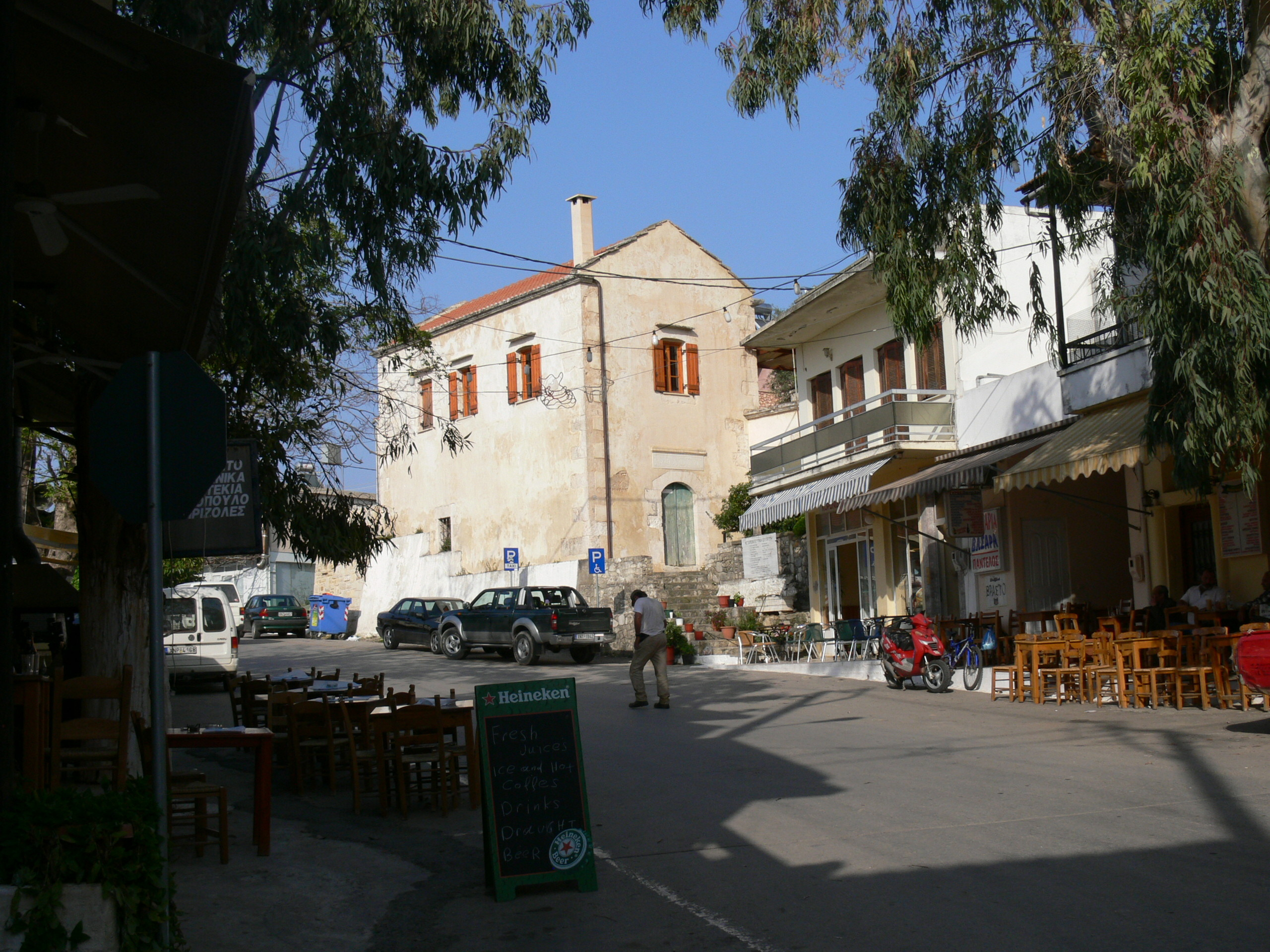
Marktplein
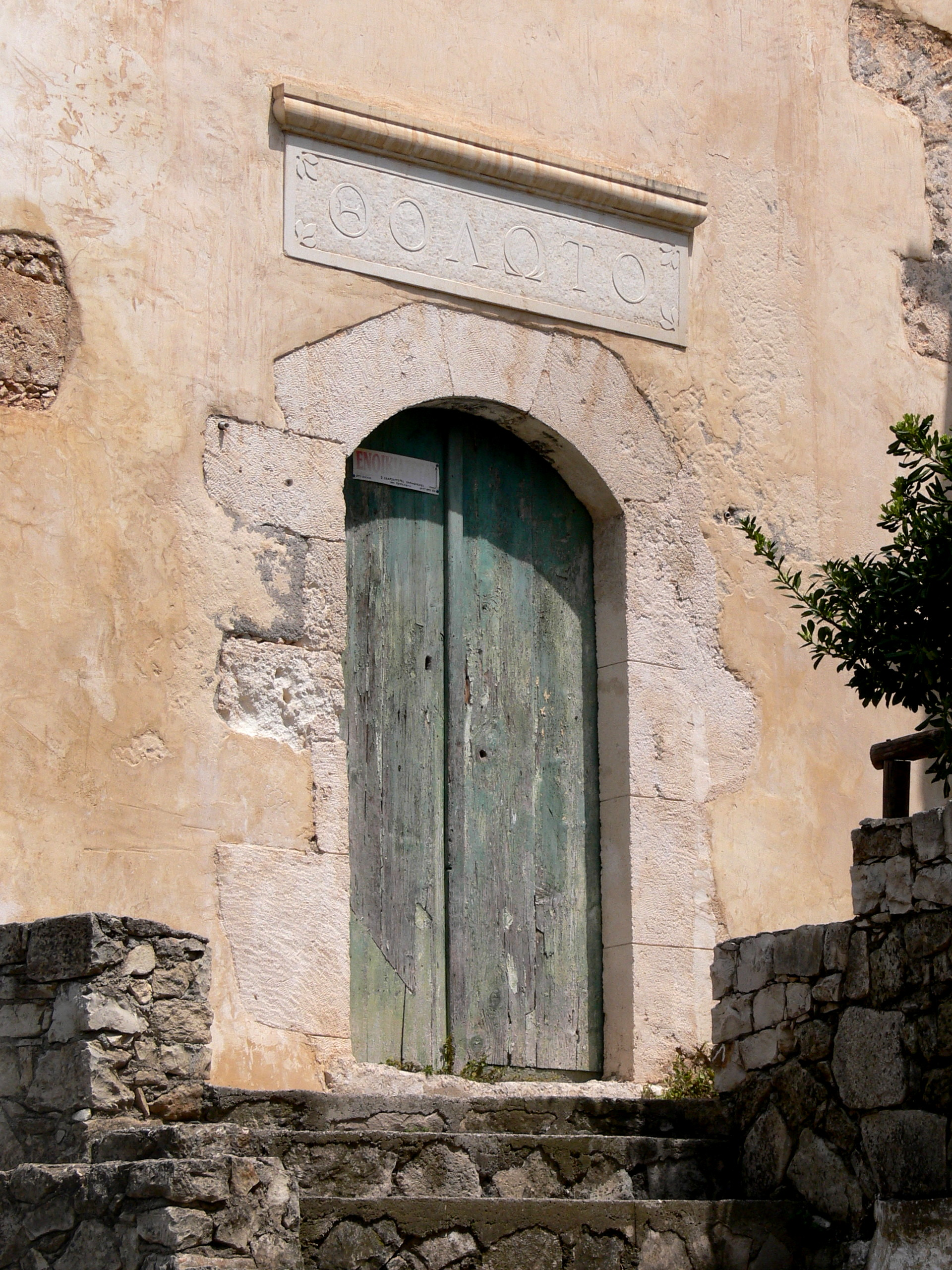
Huisportaal
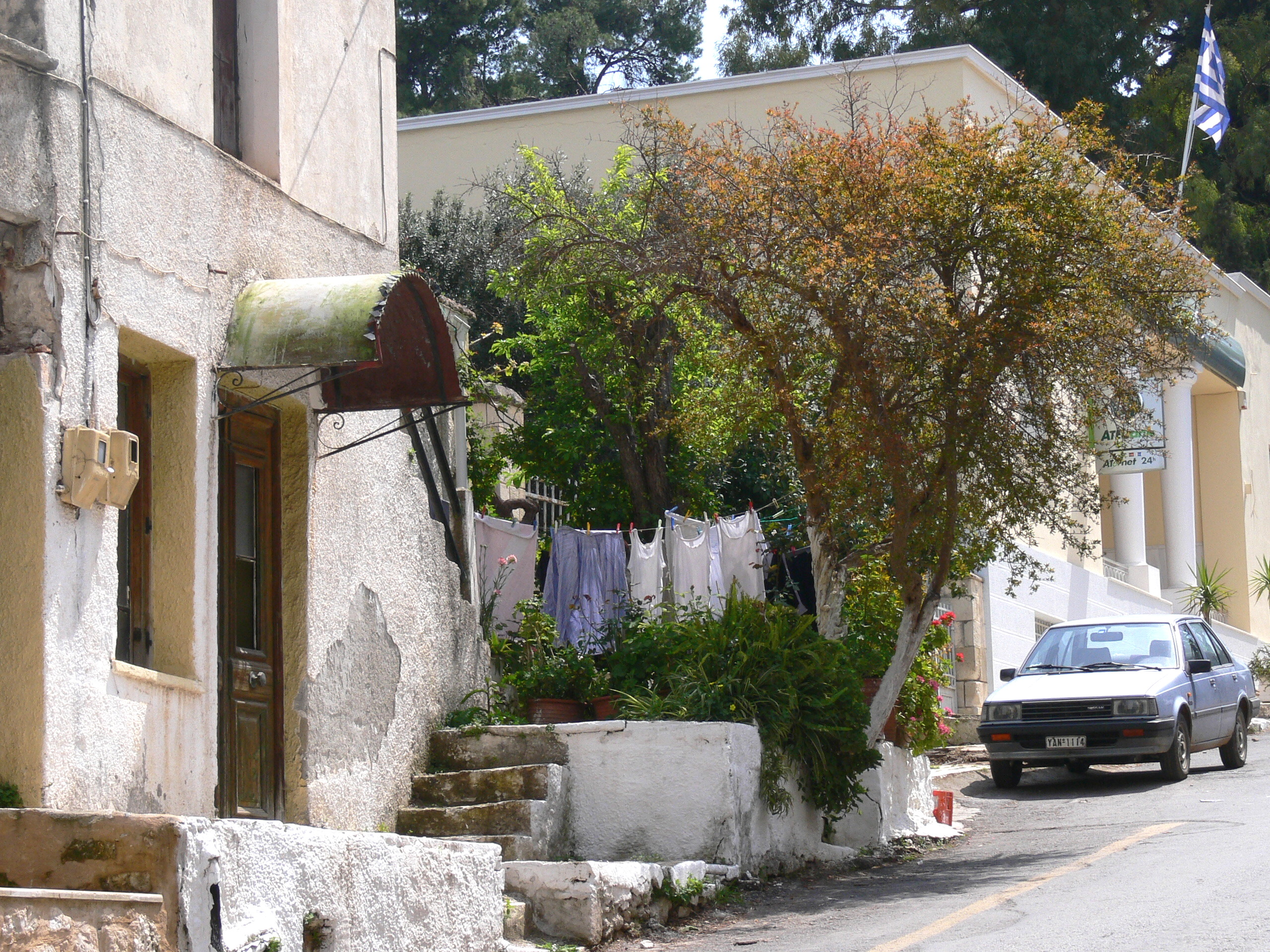
Dorpsstraat

Armeni · Asi Gonia · Fres · Georgioupoli · Kryonerida · Vamos